# Bokarv
Bokarv (Stellaria neglecta Weihe är en växtart i familjen nejlikväxter.
Ett numera föråldrat vetenskapligt namn var Stellaria media ssp neglecta (Weihe) Murb..

## Biotop
Bokskogar.

## Habitat
Huvudsakligen Centraleuropa. I Sverige sällsynt i södra Götaland. Saknas helt i Nordamerika.

### Utbredningskartor
- Norden
- Norra halvklotet

## Källa
1. ↑  Thomas Karlsson & Magdalena Agestam: Checklista över Nordens kärlväxter v 2014‑07‑05